# Weezdob Collective
Weezdob Collective – polski kwintet jazzowy założony w 2014 roku.

## Skład
- Kacper Smoliński – harmonijka
- Kuba Marciniak – saksofon sopranowy, saksofon tenorowy
- Piotr Scholz – gitara
- Damian Kostka – kontrabas
- Adam Zagórski – perkusja

## Nagrody
- II miejsce B – Jazz Burghausen 2019[1]
- Grand Prix – Jazz nad Odrą 2018[2]
- Nagroda Jazz Forum – Jazz nad Odrą 2018[2]
- I miejsce – Blue Note Poznan Competition 2015[3]
- Grand Prix – Przegląd Zespołów Jazzowych i Bluesowych w Gdyni 2015
- I miejsce – Jazz Fruit/ Mladi Ladi Festival 2015[4]
- III miejsce – Czech Jazz Contest 2015
- Grand Prix – Bielska Zadymka Jazzowa 2015[5]
- III miejsce Krokus Jazz Festival 2014
- II miejsce Rck Pro Jazz 2014

## Dyskografia
- Weezdob Collective – Komeda, Ostatnia Retrospekcja[6]
- Weezdob Collective – Star Cadillac (2018)[7]
- Weezdob Collective – Live at Radio Katowice (2015)[8]